# Musée allemand de l'architecture
Le Musée allemand de l'architecture ou DAM (Deutsches Architekturmuseum) est un centre d'architecture et un musée situé sur le Museumsufer de Francfort-sur-le-Main. Il fait partie des musées d'Allemagne consacrés au thème de l'architecture, avec le Musée d'architecture de l'Université technique de Berlin, le Musée d'architecture de l'Université technique de Munich (de) et Les Archives pour l'architecte et l'ingénieur (de) de Karlsruhe.

## Bâtiment
Le musée est installé dans une villa néoclassique de 1912, dans le quartier de Sachsenhausen-Nord. De 1979 à 1984, l'architecte Oswald Mathias Ungers repense complètement le bâtiment. Il pose d'abord une coursive étroite tout autour de la villa, qui sert de base. L'extérieur est conservé, l'intérieur est vidé et une construction en béton armé y est installée. La maison intérieure repose sur quatre piliers depuis le sous-sol jusqu'au toit. Le musée est  inauguré en 1984.
Dans les années 2000, le musée ne répond plus au besoin. Les salles étroites ne sont pas adaptées aux expositions, le cheminement pour le public n'est pas aisé, les supports dans l'auditorium bloquent la vue sur le podium. Le DAM est rénové et rouvert. Sa mission s'élargit. Il organise des expositions d'architectes contemporains ou sur des questions liées à l'architecture. Il s'adresse à la fois à un public d'experts et de profanes. Il est financé uniquement par la ville de Francfort.
Depuis 1980, le DAM édite le livre annuel German Architecture Yearbook, dans lequel une sélection d'œuvres architecturales est présentée,.
Depuis 2007, le musée décerne chaque année le Prix DAM d'Architecture pour un projet réalisé.
Dans les années 2010, le DAM a programmé 4 expositions sur des architectes femmes pour 100 monographies. En 2017, le DAM organise une exposition Frau Architekt sur les femmes architectes en Allemagne et leur rôle dans l'histoire de l'architecture.

## Direction
- 1979-1990 : Heinrich Klotz
- 1990-1995 : Vittorio Magnago Lampugnani
- 1995-2000 : Wilfried Wang
- 2000-2005 : drapeau d'Ingeborg
- depuis 2006 : Peter Cachola Schmal

## Expositions (sélection)
Le DAM présente chaque année plusieurs expositions :
- 2009/2010: Fernsehtürme. 8.559 Meter Politik und Architektur.
- 2012: Das Architekturmodell – Werkzeug, Fetisch, kleine Utopie,
- 2013: Nove Novos – Neun Neue. Emerging Architects from Brazil.
- 2013: Bollinger + Grohmann. Hinter den Kulissen.
- 2014/2015: Himmelstürmend. Hochhausstadt Frankfurt.
- 2014/2015: Suomi Seven
- 2015: Design für die sowjetische Raumfahrt – Die Architektin Galina Balaschowa
- 2015: Coop Himmelb(l)au: Frankfurt Lyon Dalian.
- 2015: Tropicality Revisited. Neue Ansätze indonesischer Architekten.
- 2016: Between the sun and the moon – Studio Mumbai. Die Wiederentdeckung des indischen Handwerks (eine Ausstellung des arc en rêve centre d’architecture Bordeaux)
- 2016: Zukunft von gestern: Visionäre Entwürfe von Future Systems und Archigram
- 2017: Making Heimat. Germany Arrival Country
- 2017/18: Frau Architekt – Seit mehr als 100 Jahren: Frauen im Architektenberuf.
- 2017/18: SOS Brutalismus. Rettet die Betonmonster!
- 2018: Große Oper – viel Theater? Bühnenbauten im europäischen Vergleich
- 2019: Bengal Stream. Die vibrierende Architekturszene von Bangladesch
- 2019/20: Paulskirche – Ein Denkmal unter Druck
- 2021: Einfach grün. Greening the city, Kuratoren: Hilde Strobl und Rudi Scheuermann.
- 2022: zu Gast im Freilichtmuseum Hessenpark in Neu Anspach: Schön hier. Architektur auf dem Land
- 2023: Europäischer Architekturfotografie-Preis architekturbild 2023